# Wolraad-Woltemade-Typ
Der Wolraad-Woltemade-Typ beschreibt einen Bergungsschleppertyp. Von dem Typ wurden zwei Einheiten, die Wolraad Woltemade und die John Ross, gebaut. Die Bergungsschlepper waren zur Zeit ihrer Indienststellung die weltweit größten, schnellsten und leistungsstärksten Einheiten ihrer Art.

## Geschichte
Das Schlepperduo wurde von der südafrikanischen Reederei Safmarine in Auftrag gegeben. Die S.A. Wolraad Woltemade wurde unter der Baunummer 516 auf der Werft Robb Caledon Shipbuilders in Edinburgh gebaut, die S.A. John Ross entstand unter der Baunummer 29 auf der Werft James Brown & Hamer in Durban. Die Schiffe wurden später in Wolraad Woltemade und John Ross umbenannt.
Die John Ross wurde um Ende 2003/Anfang 2004 verkauft und in Smit Amandla umbenannt. Der Schlepper wurde in den Folgejahren von der South African Maritime Safety Authority (SAMSA) als Notschlepper und für die Bekämpfung von Ölunfällen auf See vorgehalten. Er war hierfür in Kapstadt stationiert und befand sich ständig in Rufbereitschaft. Außerdem wurde er für Ausbildungszwecke genutzt.
Die Wolraad Woltemade wurde 2010 zur Verschrottung nach Indien verkauft.

## Einzelheiten
Der gemeinsam erarbeitete Schiffsentwurf der Werft Robb Caledon und des Schiffsingenieurbüros Arnesen Christensen aus Oslo ist mit drei Viertel vorne angeordnetem Deckshaus und langem achteren Arbeitsdeck ausgelegt. Im hinteren Teil des Aufbaus sind die Winden untergebracht, die für einen maximalen Pfahlzug von 205 Tonnen und eine statische Last von bis zu 320 Tonnen ausgelegt sind. Der achtere Arbeitsbereich war beim Bau mit einem hinteren Doppelmast und Arbeitsbaum mit 30 Tonnen Tragkraft ausgerüstet, dieser wurde später bei beiden Schiffen aus Stabilitätsgründen wieder entfernt und durch einen elektrohydraulischen Kran ersetzt. Die Antriebsanlage besteht aus zwei Mirrlees Blackstone-16 Zylinder-Viertakt-Dieselmotoren des Typs 16 KVR Major mit einer Leistung von zusammen über über 19.000 PS. Die beiden Motoren arbeiten gemeinsam auf ein Getriebe und treiben einen Verstellpropeller mit Lips-Düse an.
Zusätzlich sind vier MaK-Hilfsdiesel mit je 740 kW und ein Hilfdiesel installiert. Die An- und Ablegemanöver werden durch ein 800-kW-Bugstrahlruder unterstützt.

## Einheiten
| Wolraad-Woltemade-Typ              | Wolraad-Woltemade-Typ  | Wolraad-Woltemade-Typ | Wolraad-Woltemade-Typ                        | Wolraad-Woltemade-Typ                                      | Wolraad-Woltemade-Typ |
| Bauname                            | Bauwerft/Baunummer     | IMO-Nummer            | Kiellegung Stapellauf Ablieferung            | Umbenennungen und Verbleib                                 |                       |
| ---------------------------------- | ---------------------- | --------------------- | -------------------------------------------- | ---------------------------------------------------------- | --------------------- |
| S.A. Wolraad Woltemade             | Robb Caledon/516       | 7342873               | 17. April 1974 15. Mai 1975 23. April 1976   | 1979 Wolraad Woltemade, 2010: Icon, in Indien verschrottet |                       |
| S.A. John Ross                     | James Brown & Hamer/29 | 7385215               | 18. März 1974 25. März 1975 8. November 1976 | John Ross, 2003: Smit Amandla, 2017: SA Amandla            |                       |
| Daten: Equasis, Miramar Ship Index |                        |                       |                                              |                                                            |                       |